# Rumpuskansaaret
Rumpuskansaaret är en ö i Finland. Den ligger i sjön Yli-Kitka och i kommunen Posio i den ekonomiska regionen  Östra Lapplands ekonomiska region  och landskapet Lappland, i den norra delen av landet, 700 km norr om huvudstaden Helsingfors. Öns area är 1,4 hektar och dess största längd är 280 meter i öst-västlig riktning.  Notera att namnet antyder att det är fråga om flera öar.